# لغة الإشارة الصومالية
لغة الإشارة الصومالية ( SSL ) هي لغة إشارة يستخدمها مجتمع الصم في كل من أرض الصومال وجيبوتي.
في الثمانينيات، أٌنشئت مدرسة للصم في مدينة وجير الكينية التي يقطنها الصوماليون على يد أنالينا تونيلي. وأجاد الطلاب هناك لغة الإشارة الكينية. بعدها وفي عام 1997، ساعد ثلاثة من خريجي مدرسة وجير في إنشاء أول مدرسة للصم في أرض الصومال سُميت باسم مدرسة أنالينا للصم، في بورمة. وبعدها أسس أحد معلمي مدرسة بورمة مدرسة أخرى في جيبوتي، ثم أُنشئت مدرسة أخرى في هرجيسا.